# The Rise of Brutality
The Rise of Brutality — третий студийный альбом американской хардкор-группы Hatebreed, выпущенный в октябре 2003 года на лейбле Universal. Альбом достиг тридцатого места в списке Billboard 200. Композиция «Live For This» была номинирована на премию Грэмми в 2005 году.

## Список композиций
1. «Tear It Down» — 1:47
2. «Straight to Your Face» — 2:17
3. «Facing What Consumes You» — 3:29
4. «Live for This» — 2:50
5. «Doomsayer» — 3:23
6. «Another Day, Another Vendetta» — 3:05
7. «A Lesson Lived is a Lesson Learned» — 2:03
8. «Beholder of Justice» — 2:44
9. «This is Now» — 3:36
10. «Voice of Contention» — 2:27
11. «Choose or Be Chosen» — 1:39
12. «Confide in No One» — 2:38
13. «Bound to Violence» (Bonus Track) — 2:23

## Участники записи
- Джеми Джаста — вокал
- Шон Мартин — гитара
- Крис Битти — бас гитара
- Мэтт Берн — ударные
- Джордж Марино — мастеринг
- Филипп Каивано — ассистент, звукотехник
- Майкл Салливан — сведение
- Zeuss — продюсер
- Роб Гил — оцифровка
- Misha Rajaratnam — Assistant
- Sinji Suzuki — A&R
- Michael «Sully DaBull» Sullivan — Studio Production Coordinator
- Steve Richards — Executive Producer
- Michael Fraser — Mixing